# بوب كرو
بوب كرو (بالإنجليزية: Bob Crow)‏ هو نقابي بريطاني، ولد في 13 يونيو 1961 في Shadwell ‏ في المملكة المتحدة، وتوفي في 11 مارس 2014 في Whipps Cross ‏ في المملكة المتحدة بسبب نوبة قلبية.